# Liste von Ziegenbrunnen
In dieser Liste sind Ziegenbrunnen aufgeführt, also Brunnen im öffentlichen Raum, die Ziegen zum Thema haben.

## Ziegenbrunnen
| Bezeichnung                       | Bild           | Standort                                      | Künstler       | Errichtung Einweihung | Weitere Informationen |
| --------------------------------- | -------------- | --------------------------------------------- | -------------- | --------------------- | --- |
| Geißbockbrunnen                   | weitere Bilder | Deidesheim (Lage)                             | Gernot Rumpf   | 1985                  | Reminiszenz an die Geißbockversteigerung                                                                                                |
| Geschichts- und Brauchtumsbrunnen | weitere Bilder | Deidesheim (Lage)                             | Karl Seiter    | 2003                  | |
| Ziegenbrunnen                     | weitere Bilder | Ebermannstadt (Lage)                          | Harro Frey     | 1998                  | |
| Ziegenbrunnen                     | weitere Bilder | Essen-Heisingen                               |                |                       | |
| Ziegenbrunnen                     | weitere Bilder | Haselünne (Lage)                              |                |                       | |
| Ziegenbrunnen                     | weitere Bilder | Ilmenau, Lindenstraße (Lage)                  | Volkmar Kühn   | 1998                  | |
| Ziegenbrunnen                     |                | Kommern, Kölner Straße Ecke Ackergasse (Lage) |                |                       | |
| Geißbockbrunnen                   | weitere Bilder | Lambrecht (Lage)                              | Theo Rörig     | 2000                  | alternativ Gäsbockbrunnen genannt; Reminiszenz an die Geißbockversteigerung                                                             |
| Ziegenbrunnen                     |                | Lügde, Marktplatz (Lage)                      |                |                       | |
| Ziegenbrunnen                     | weitere Bilder | Rostock, Ziegenmarkt (Lage)                   | Gerhard Rommel | 1979                  | Die Rostocker Gesellschaft für Stadterneuerung, Stadtentwicklung und Wohnungsbau mbH hat eine Patenschaft für diesen Brunnen übernommen |